# Shockwave (Transformers)
Shockwave (noto in Giappone come Laserwave e in Italia come Brutal) è un personaggio dell'universo dei Transformers, comandante militare delle operazioni Decepticon. Particolarità dell'aspetto di questo personaggio sono l'unico occhio che possiede, e il cannone al posto della mano sinistra (destra in alcune serie).

## Animazione

### Transformers Generation 1

#### Transformers (serie animata) (1984-1987)
Comandante militare Decepticon, la posizione di Shockwave è seconda solo a quella di Megatron. Le sue azioni sono svolte con imprescindibile precisione e chiarezza, secondo la pura logica, portandolo al comportamento che ci si aspetterebbe da un essere puramente meccanico. A differenza degli altri Decepticons, Shockwave non sembra essere mosso da alcun tipo di ambizione personale, limitandosi a seguire alla lettera gli ordini di Megatron; ciò lo rende, assieme a Soundwave, uno dei suoi più fidati collaboratori ed a cui è affidato il compito nevralgico di governare Cybertron in assenza di Megatron.
Possiede la capacità di volare in entrambe le modalità, e la sua forma alternativa è quella di un cannone cybertroniano. La sua morte, sebbene non esplicitamente mostrata, si può dedurre dal lungometraggio Transformers - The Movie (probabilmente causata da Unicron) e dalla assenza del suo personaggio nella terza stagione della serie, situata cronologicamente dopo gli eventi del film.

### Transformers: Trilogia Unicron
In Transformers: Armada, "Shockwave" era il nome della Takara utilizzato per il personaggio chiamato Tidal Wave dalla Hasbro.
In Transformers: Energon, a causa di alcuni problemi con la Hasbro, il nome è stato cambiato in Shockblast. A differenza della sua prima incarnazione, il carattere del personaggio si fa estremamente egoista, freddo e spietato, tanto da sfociare nella sociopatia, arrivando anche a tentare di detronizzare Megatron, finendo però distrutto da quest'ultimo. In questa serie, la forma alternativa di Shockblast è quella di un satellite cybertroniano, in grado a sua volta di trasformarsi in una base mobile semovente (anche se nella serie animata quest'ultimo aspetto non viene mai mostrato); in questa serie inoltre, Shockblast ha un fratello, Sixshot, il quale è esteticamente identico a lui, se non per il diverso colore e per il carattere assai più servile e calcolatore.

### Transformers Animated (2007-2009)
In questa serie, Shockwave assume il ruolo di spia per i Decepticon. Dotato di eccellenti abilità da hacker e ampie capacità di camuffamento, opererà sotto le mentite spoglie dell'Autobot Longarm, mantenendo aggiornato il suo leader sulle mosse del nemico su Cybertron. Verrà fatto in seguito prigioniero assieme a Megatron e agli altri Decepticon, nell'ultima puntata della serie.

### Transformers Prime (2010-2013)
In questa serie realizzata in CGI, Shockwave è un geniale scienziato, crudele e privo di morale, perfetto opposto di Ratchet. Shockwave è rimasto sul pianeta Cybertron per controllare il Ponte Spaziale. Compare, inizialmente, in un flashback di Arcee nella seconda stagione, per poi tornare nella terza stagione. Si trasforma in un carrarmato cybertroniano. Una volta tornato al servizio di Megatron, dà il via ad alcuni ambiziosi progetti scientifici, volti al male, tra cui la creazione di un esercito di Predacon ed in seguito, del ripristino del Lucchetto Omega, indispensabile per rigenerare il pianeta Cybertron.

### Transformers: War for Cybertron Trilogy (2021-2022)
Shockwave appare nuovamente in Transformers: War for Cybertron, trilogia animata Netflix, dove il suo aspetto si mostra come un rifacimento del suo design della serie animata originale; anche la sua personalità ed il suo ruolo risultano collimabili con la controparte G1, essendo scienziato militare delle operazioni Decepticon ed operando in sintonia con il leader Megatron, di cui si mostra fedelissimo collaboratore e servitore e, divenendo governatore di Cybertron in sua assenza. Totalmente privo di emozioni in quanto le definisce illogiche (e da lui stesso eliminate dal suo sistema), svolge ruoli nevralgici nella serie grazie alle sue scoperte tecnologiche che badano poco all'etica ed alla morale.

## Cinema
Nella serie di film diretti da Michael Bay, Shockwave appare solo nel terzo film, giunto sulla Terra per ordine di Megatron, lasciando Cybertron, dove era il governatore insieme a Driller, un gigantesco Decepticon vermiforme. Appare poche volte nel film, ma è presente nella battaglia finale, dove Driller provoca il crollo di un grattacielo, nel quale Sam, Carly, Epps e compagni si erano appostati per poter distruggere il pilastro centrale che manteneva attivo il ponte spaziale, che nel frattempo stava trasportando Cybertron vicino l'orbita della Terra. Driller viene poi eliminato da Optimus Prime ed in tale frangente Shockwave, con un preciso colpo di cannone, lo mette temporaneamente fuori combattimento. In seguito verrà gravemente danneggiato al suo unico occhio dagli umani, capitanati dal Colonnello Lennox, e nuovamente affrontato e definitivamente distrutto da Optimus Prime, il quale lo danneggia ulteriormente al ventre e gli strappa via l'occhio, usando poi il suo stesso cannone per abbattere la torre dove era posto il pilastro centrale che manteneva attivo il ponte spaziale.
Shockwave è inoltre stato avvistato in Transformers - La vendetta del caduto, sulla prima pagina di un giornale che si trovava appeso ad un tubo su cui si erano aggrappati i Gemelli, per non finire nelle fauci di Devastator.
Shockwave fa una breve apparizione assieme ai suoi numerosi compagni Decepticon, fra cui Soundwave e Starscream, nella sequenza iniziale ambientata a Cybertron di Bumblebee, reboot della saga cinematografica, dove è intento assieme al resto dell'armata di Megatron, che ha ormai sotto pieno controllo il pianeta, a bloccare la fuga degli Autobot verso la Terra.

## La voce
Nel doppiaggio originale della continuity animata G1, Shockwave viene doppiato da Corey Burton che lo doppierà nuovamente nella serie animata Transformers Animated. Per la voce del personaggio, Burton disse di essersi ispirato al Master Control Program del film Tron, interpretato da David Warner, a sua volta doppiato dallo stesso Burton nella serie di videogiochi Kingdom Hearts, molti anni dopo. Nella serie televisiva Transformers: Energon viene interpretato da Brian Drummond, da Steve Blum nella serie di videogiochi "Avventure su Cybertron" (War for Cybertron e Fall of Cybertron) e da David Sobolov in Transformers: Prime.

## Giocattoli
Fra i personaggi più iconici e riconoscibili del franchise, la sua apparizione nei media è stata continuamente accompagnata nelle rispettive serie di giocattoli che si sono susseguite nel corso dei decenni dalle più svariate action figure ed altre forme di merchandise.